# Deaths diskografi
Deaths diskografi begyndte i 1984, da bandet gik under navnet Mantas, med en lang række demoer, hvortil kun syv til dato betragtes som officielle. I 1984 ændrede de navn til Death, og sammen med denne ændring trådte bandet ind i en kaotisk periode med utallige medlemsudskiftninger, som til sidst overlod det eneste faste medlem Chuck Schuldiner til sig selv. Herved rejste han fra sin hjemby Tampa i Florida til San Francisco, hvor han mødte trommeslageren Chris Reifert. Duoen udgav derved debutalbummet Scream Bloody Gore, som med sin store indflydelse blandt andet blev kendt som dødsmetallens første "arketypiske dokument." Kort tid efter rejste Schuldiner tilbage til Florida, og sammen med de tidligere Massacre medlemmere Rick Rozz, Terry Butler (bas) og Bill Andrews (trommer) indspillede de det andet Death-album, Leprosy i 1988. Derved var gruppen klar til deres første store turné i USA, hvor der til et af showene blev optaget en livevideo betitlet Ultimate Revenge II.
I slutningen af 1989 var bandet atter tilbage i studiet, med nogle få medlemsudskiftninger, for at indspille det tredje album Spiritual Healing, der i modsætningen til de to første Death-værker var mere melodisk og progressivt. De gamle voldelige slasher temaer var blevet udskiftet med realistiske temaer, som dødsstraf, stofmisbrug, personlighedsspaltning, abort og kloning. Derved kom albummet til at adskille det gamle klassiske dødsmetal af Death, med det mere tekniske og progressive Death.
I 1991 blev det fjerde album Human udgivet, hvorpå der bl.a. blev lavet en musikvideo til sangen "Lack of Comprehension", som fik sendetid på MTV. Som følge af den meget dårlige atmosfære, der havde været mellem Schuldiner og mange af de tidligere medlemmere, valgte han kun at ansætte studiemusikere. Individual Thought Patterns viste kun yderligere udvikling i Deaths progressive stil, og ligesom sin forgænger blev der lavet en musikvideo til sporet "The Philosopher". Det var nogenlunde omtrent samme tid, at Schuldiner for første gang luftede sine tanker om at danne et mere melodisk og klassisk heavy metal-band, (disse tanker kom til at udgøre fundamentet for gruppen Control Denied).
Deaths sjette album Symbolic blev udsendt i 1995, og som promovering tog Death på deres Full Of Hate Easterfestivals i Europa, efterfulgt af Metal To The Masses Tour, som både inkluderede optrædener i USA og Europa. Der skulle derved gå tre år, inden Death udgav sit syvende album The Sound of Perseverance, idet Schuldiner var beskæftiget med sit nydannede band Control Denied. Omkring 2000 begyndte Schuldiner, at opleve smerter i nakken, som viste sig at være en dødelig tumor. Da forsikringsselskabet ikke ønskede at dække udgifterne for behandlingen, blev der etableret en fond støtte af bands utallige dødsmetal-bands, men også grupper som Korn, Red Hot Chili Peppers og Slipknot bidrog. Til trods for pengeindsatsen døde Chuck Schuldiner som følge sin sygdom tirsdag den 13. december 2001, dette medførte derved et brat ophold for både Death og Control Denied.

## Albumudgivelser

### Studiealbum
| År   | Albumdetaljer                                                                                        | Hitlisteplacering | Hitlisteplacering | Hitlisteplacering | Noter |
| År   | Albumdetaljer                                                                                        | AUT               | GER               | NLD               | Noter |
| ---- | --- | ----------------- | ----------------- | ----------------- | ----- |
| 1987 | Scream Bloody Gore - Udgivet: 25. maj 1987 - Pladeselskab: Combat Records - Format: LP, CD, kassette | —                 | —                 | —                 |       |
| 1988 | Leprosy - Udgivet: 16. november 1988 - Pladeselskab: Combat Records - Format: LP, CD                 | —                 | —                 | —                 |       |
| 1990 | Spiritual Healing - Udgivet: 16. februar 1990 - Pladeselskab: Combat Records - Format: CD            | —                 | —                 | —                 |       |
| 1991 | Human - Udgivet: 22. oktober 1991 - Pladeselskab: Relativity, Sony - Format: CD                      | —                 | —                 | —                 |       |
| 1993 | Individual Thought Patterns - Udgivet: 22. juni 1993 - Pladeselskab: Relativity, Sony - Format: CD   | —                 | —                 | 86                |       |
| 1995 | Symbolic - Udgivet: 21. marts 1995 - Pladeselskab: Roadrunner Records - Format:CD                    | —                 | —                 | 68                |       |
| 1998 | The Sound of Perseverance - Udgivet:15. september 1998 - Pladeselskab: Nuclear Blast - Format: CD    | 35                | 60                | 93                |       |

### Livealbum
| År   | Albumdetaljer                                                                                     |
| ---- | ------------------------------------------------------------------------------------------------- |
| 2001 | Live in L.A. (Death & Raw) - Udgivet: 16. oktober 2001 - Pladeselskab: Nuclear Blast - Format: Cd |
| 2001 | Live in Eindhoven - Udgivet: November 2001 - Pladeselskab: Nuclear Blast - Format: Cd             |

### Opsamlingsalbum
| År   | Albumdetaljer                                                                                             |
| ---- | --- |
| 2004 | Chuck Schuldiner: Zero Tolerance - Udgivet: Maj, 2004 - Pladeselskab: Karmageddon Media - Format:CD       |
| 2004 | Chuck Schuldiner: Zero Tolerance II - Udgivet: August, 2004 - Pladeselskab: Karmageddon Media - Format:CD |

### Videoalbum
| År   | Videodetaljer                                                                                     | Noter |
| ---- | ------------------------------------------------------------------------------------------------- | --- |
| 1989 | Ultimate Revenge 2 - Udgivet: 1989 - Pladeselskab: Combat Records - Format: VHS                   | Ultimate Revenge 2 blev også udgivet som et album samme år. |
| 2001 | Live in L.A. (Death & Raw) - Udgivet: 16. oktober 2001 - Pladeselskab:Nuclear Blast - Format: DVD | Dette er en videoudgave af albummet med samme navn. |
| 2001 | Live in Eindhoven '98 - Udgivet: November, 2001 - Pladeselskab: Nuclear Blast - Format: DVD       | Dette er videoudgaven af albummet med samme navn. Den blev udgivet for at samle penge ind til Chuck Schuldiners støttefond mod hans tumor i hjernen. Live in Eindhoven '98 blev udgivet i et begrænset antal eksemplarer som kunne bestilles via postordre. |
| 2005 | Live in Cottbus '98 - Udgivet: 11. november 2005 - Pladeselskab: Nuclear Blast - Format: DVD      | Live in Cottbus '98 blev oprindeligt optaget i Cottbus, Tyskland 1998. Det blev udgivet sammen med genudgivelsen af The Sound of Perseverance i anledningen af fireårsdagen for Chuck Schuldiners død.                                                      |

## Demoer, bokssæt og musikvideoer

### Demoer
| År   | Navn                           |
| ---- | ------------------------------ |
| 1983 | Death by Metal                 |
| 1984 | Reign of Terror                |
| 1984 | Live at Ruby's Pub (Live-demo) |
| 1985 | Infernal Death                 |
| 1985 | Rigor Mortis                   |
| 1985 | Back from the Dead             |
| 1986 | Mutilation                     |

### Bokssæt
| År   | Albumdetaljer                                                                       |
| ---- | ----------------------------------------------------------------------------------- |
| 1989 | Picture Disc Boxset - Udgivet: 1989 - Pladeselskab: Century Media - Format: Bokssæt |

### Musikvideoer
| År   | Titel                   | Fra album                   |
| ---- | ----------------------- | --------------------------- |
| 1991 | "Lack of Comprehension" | Human                       |
| 1993 | "The Philosopher"       | Individual Thought Patterns |

## Fodnoter
1. ↑  Rivadavia, Eduardo. "Death—Biography" Arkiveret 21. januar 2011 hos  Wayback Machine. Allmusic. Hentet 23. november, 2007.
2. ↑  Metalized (magasin) nr.65: Side 66. Udgivet december 2009.
3. ↑  "Deaths bandbiografi". Perry Grayson. Arkiveret fra originalen 13. februar 2010. Hentet 2010-01-15.
4. ↑  "Guitar School: Dead Again". Jeff Kitts. Arkiveret fra originalen 2. marts 2010. Hentet 2010-01-24.
5. ↑  Mancini, R. Death Frontman Chuck Schuldiner Dies Arkiveret 6. august 2010 hos  Wayback Machine, MTV.com, 18. december 18, 2001
6. ↑  Benefit Auction To Aid Death Frontman Battling Tumor Insurance company refuses to pay for death metal pioneer's second operation. Arkiveret 17. februar 2021 hos  Wayback Machine MTV. 4. maj 2001
7. ↑  "Deaths diskografi på den østrigske hitliste" (østrigsk tysk). austriancharts.at. Hentet 2010-03-07.
8. ↑  "Deaths diskografi på den tyske hitliste" (tysk). musicline.de. Arkiveret fra originalen 16. september 2009. Hentet 2010-03-07.
9. ↑  "Deaths diskografi på den hollandske hitliste" (nederlandsk). Dutch charts. Hentet 2010-03-07.
10. ↑  "Death - Live in Eindhoven '98". Encyclopaedia Metallum. Arkiveret fra originalen 3. september 2010. Hentet 2010-03-21.